# Guillaume Dode de la Brunerie
Guillaume Dode de la Brunerie (ur. 30 kwietnia 1775 w Saint-Geoire-en-Valdaine, Isère, zm. 28 lutego 1851 w Paryżu) – francuski wojskowy okresu wojen napoleońskich oraz restauracji dynastii Burbonów.
Syn notariusza, wstąpił do szkoły inżynierskiej w Metz ukończył ją jako podporucznik w marcu 1794 roku. Służył w Armii Renu od 1795 do 1797 roku, a w sierpniu 1795 został awansowany na kapitana. Brał udział w działaniach zbrojnych okresu wojen napoleońskich. W październiku 1806 objął dowództwo nad inżynierami V Korpusu. W 1807 służył na Śląsku. W 1808 został mianowany baronem La Brunerie, stając się Guillaume Dode de la Brunerie.  Wysłany do Hiszpanii, gdzie wziął udział w drugim oblężeniu Saragossy w 1809, a następnie awansował na generała brygady. W czerwcu 1809 został mianowany szefem sztabu inżynieryjnego Armii Hiszpanii, w 1810 roku powrócił do Francji. W 1812 objął dowództwo nad inżynierami III Korpusu marszałka Neya w kampanii przeciwko Rosji. Karierę wojskową zakończył w stopniu generała dywizji, został również marszałkiem Francji w 1847 roku.

## Odznaczenia
- Kawaler Orderu Zasługi Wojskowej Bawarii (1807)
- Order Świętego Ludwika (1823)
- Krzyż Wielki Orderu Karola III (1823)
- Kawaler Orderu Świętego Aleksandra Newskiego (8 marca 1824)
- Krzyż Wielki Legii Honorowej (28 kwietnia 1843)
- Oficer Legii Honorowej[1]
- Kawaler Orderu Maksymiliana Józefa[2]